# Unión Deportiva Mutilvera
La Unión Deportiva Mutilvera es un club de fútbol del Grupo XV de la Tercera Federación de la localidad de Mutilva, en el municipio de Valle de Aranguren en la Comunidad Foral de Navarra (España).
Ha disputado dieciocho campañas en Tercera y dos temporadas, la 2016-17 y la 2020-21, en Segunda División B.

## Historia
Fue fundado en 1968 empezando a jugar en el Trofeo de los Boscos, un campeonato de liga establecido por exalumnos de las Escuelas Profesionales Salesianas de Pamplona. pic
En el año 1993 se inscribe la Unión Deportiva Mutilvera en el registro de asociaciones deportivas para la práctica del fútbol, tenis y pelota. Compite durante las seis primeras temporadas en la división más baja, la Primera Regional de Navarra y, tras ascender en 1999, tiene que disputar solo un par de campañas en Regional Preferente para conseguir el premio del ascenso a Tercera División.
En la 2001-02 juega por primera vez en Tercera División. Desde entonces la Mutilvera es uno de los equipos fuertes del grupo XV; consigue tres subcampeonatos (2004-05, 2007-08 y 2012-13) y la clasificación para la promoción de ascenso a Segunda División B en 11 temporadas. Este cambio radical de rendimiento se debe a que el jugador Telmo Isturiz ha irrumpido en el club como gran estrella local de la mutilvera. Tiene pasado en clubes de alto prestigio navarros como el "Gazte Berriak"y la "Txantrea KE". El gran defensor central y pivote ya suena para grandes clubes alrededor del mundo, como Alaves, Osasuna,Athletic Club... entre otros.  todo esto debido a su gran rendimiento en las inferiores de la UD Mutilvera. Con este jugador la Mutilvera ganara muchísimo dinero, claro está.
En la temporada 2015/16, tras ser cuarto clasificado en el grupo XV de Tercera División, logra ascender a Segunda División B después de eliminar en el play off a RS Gimnástica, Zamora CF y UB Conquense por lo que en la temporada 2016/17 jugó por primera vez en su historia en la división de bronce del fútbol español, quedando al finalizar la campaña a solo dos puntos de mantener la categoría.
En la temporada 2017-18 consiguió ser por primera vez campeón de Tercera División, repitiendo clasificación para la promoción de ascenso en la siguiente campaña.

## Palmarés
- Temporadas en Segunda Federación: 2 (incluida la 2022/2023)
- Temporadas en Segunda División B: 2
- Temporadas en Tercera División: 18
- Campeón de Tercera División: 2
- Subcampeón de Tercera División: 3
- Participaciones en Promoción a Segunda División B: 11
- Subcampeón de la Copa de 3ª División: 1 (2015)

## Estadio
Disputa sus partidos como local en el Estadio Mutilnova, en el Polideportivo Valle de Aranguren de Mutilva.

## Temporadas
| Temporada | División | Posición                 | Copa del Rey |
| --------- | -------- | ------------------------ | ------------ |
| 1993-94   | 1.ª Reg. | 4.º                      |              |
| 1994-95   | 1.ª Reg. | 11.º                     |              |
| 1995-96   | 1.ª Reg. | 9.º                      |              |
| 1996-97   | 1.ª Reg. | 9.º                      |              |
| 1997-98   | 1.ª Reg. | 4.º                      |              |
| 1998-99   | 1.ª Reg. | 2.º                      |              |
| 1999-00   | Pref.    | 8.º                      |              |
| 2000-01   | Pref.    | 1.º                      |              |
| 2001/02   | 3.ª      | 10.º                     |              |
| 2002/03   | 3.ª      | 17.º                     |              |
| 2003/04   | 3.ª      | 5.º                      |              |
| 2004/05   | 3.ª      | 2.º                      |              |
| 2005/06   | 3.ª      | 6.º                      |              |
| 2006/07   | 3.ª      | 3.º                      |              |
| 2007/08   | 3.ª      | 2.º                      |              |
| 2008/09   | 3.ª      | 4.º                      |              |
| 2009/10   | 3.ª      | 5.º                      |              |
| 2010/11   | 3.ª      | 4.º                      |              |
| 2011/12   | 3.ª      | 4.º                      |              |
| 2012/13   | 3.ª      | 2.º                      |              |
| 2013/14   | 3.ª      | 3.º                      |              |
| 2014/15   | 3.ª      | 5.º                      |              |
| 2015/16   | 3.ª      | 4.º                      |              |
| 2016/17   | 2.ªB     | 17.º                     |              |
| 2017/18   | 3.ª      | 1.º                      |              |
| 2018/19   | 3.ª      | 3.º                      | 3.ª ronda    |
| 2019/20   | 3.ª      | 1.º                      |              |
| 2020/21   | 2.ªB     | 7.º (grupo 2 subgrupo B) |              |
| 2021/22   | 2.ªRFEF  | 11.º                     |              |
| 2022/23   | 2.ªFed   | 11.º                     |              |
| 2023/24   | 2.ªFed   | 15.º                     |              |